# Société québécoise d'espéranto
Fondée en 1982, la Société québécoise d'espéranto (en espéranto Esperanto-Societo Kebekia ou ESK) a pour but de faire connaître l'espéranto au Québec et de promouvoir son utilisation.

## Membres fondateurs
- Normand Fleury (président de 1982 à 2007)
- Autres membres fondateurs à identifier

## Activités
Les activités de la Société québécoise d'espéranto peuvent être subdivisées en trois catégories principales : les activités destinées à la communauté espérantophone, les activités visant à faire reconnaître l'espéranto et les congrès.

## Activités destinées à la communauté espérantophone
Outre les rencontres mensuelles destinés principalement à permettre aux espérantophones de pratiquer leur langue, la Société québécoise d'espéranto  organise des cours destinés à la population en général.

## Congrès
À l'été 2008, la Société québécoise d'espéranto a accueilli le septième congrès espéranto des Amériques (TAKE) à Montréal.

## Publications
Depuis janvier 1986, La Société québécoise d'espéranto publie un bulletin nommé La Riverego (en français : Le Fleuve). Actuellement, La Riverego est publiée quatre fois par an.
La Société québécoise d'espéranto émet aussi un bulletin électronique mensuel nommé RiveReto, pour tenir ses membres et sympathisants au courant de ses activités.

## Édition
La Société québécoise d'espéranto a édité quelques livres jugés pertinents pour le mouvement espérantiste québécois. Mentionnons entre autres Bestoj en nia domo écrit par Zdravka Metz et Nanatasis écrit par Robert Dutil.